# Нижнетанайский сельсовет
Нижнетанайский сельсовет — сельское поселение в Дзержинском районе Красноярского края.
Административный центр — село Нижний Танай.

## Население
| 2010 | 2012 | 2013 | 2014 | 2015 | 2016 | 2017 |
| ---- | ---- | ---- | ---- | ---- | ---- | ---- |
| 466  | ↘464 | ↘453 | ↘435 | ↘425 | ↘401 | ↘387 |

## Состав сельского поселения
В состав сельского поселения входят 5 населённых пунктов:
| № | Населённый пункт | Тип населённого пункта       | Население |
| - | ---------------- | ---------------------------- | --------- |
| 1 | Верхний Танай    | деревня                      | 12        |
| 2 | Мокрый Ельник    | деревня                      | 0         |
| 3 | Нижний Танай     | село, административный центр | 317       |
| 4 | Семёновка        | деревня                      | 85        |
| 5 | Таловая          | деревня                      | 52        |

## Местное самоуправление
Нижнетанайский сельский Совет депутатов
Дата избрания14.03.2010. Срок полномочий: 5 лет. Количество депутатов: 8
Глава муниципального образования
- Марфин Николай Иванович. Дата избрания: 14.03.2010. Срок полномочий: 5 лет